# 木耙蟲
木耙蟲（學名：Xystridura），又名耙形蟲，是生存於寒武紀的一屬三葉蟲，生活在海底沉積物上。這類三葉蟲的外形呈寬橢圓形。頭部的寬度為身長的兩倍，有深溝狀的頭鞍和大型的眼睛。頰部的角延伸成短的頰刺。胸部分成13節，軸葉比兩旁的肋葉要窄得多，肋葉和尾甲上有溝槽，尾甲前緣處長有刺。

## 外部連結
- Xystridura in the Paleobiology Database